# Saison 2019 de l'équipe cycliste Neri Sottoli-Selle Italia-KTM
La saison 2019 de l'équipe cycliste Neri Sottoli-Selle Italia-KTM est la onzième de cette équipe, la première sous ce nom.

## Préparation de la saison 2019

### Sponsors et financement de l'équipe
L'équipe change de nom et de sponsor en 2019. Nommée Wilier Triestina-Selle Italia en 2017 et 2018, elle devient Neri Sottoli-Selle Italia-KTM.

### Arrivées et départs
| Arrivées                   | Équipe 2018                     |
| -------------------------- | ------------------------------- |
| Francesco Manuel Bongiorno |                                 |
| Lorenzo Fortunato          | Petroli Firenze-Maserati-Hopplà |
| Davide Gabburo             | Amore & Vita-Prodir             |
| Moreno Marchetti           | Petroli Firenze-Maserati-Hopplà |
| Umberto Marengo            | Viris L&L Sisal Matchpoint      |
| Dayer Quintana             | Movistar                        |
| Etienne van Empel          | Roompot-Nederlandse Loterij     |
| Giovanni Visconti          | Bahrain-Merida                  |

| Départs         | Équipe 2019                 |
| --------------- | --------------------------- |
| Matteo Busato   | Androni Giocattoli-Sidermec |
| Marco Coledan   | retraite                    |
| Miguel Flórez   | Androni Giocattoli-Sidermec |
| Ilia Koshevoy   | retraite                    |
| Jakub Mareczko  | CCC                         |
| Jacopo Mosca    |                             |
| Filippo Pozzato | retraite                    |
| Alex Turrin     | retraite                    |
| Eugert Zhupa    | EvoPro Racing               |

## Déroulement de la saison
L'équipe commence sa saison au Tour de San Juan, en Argentine.

## Coureurs et encadrement technique

### Effectif
L'effectif de l'équipe pour la saison 2019 comprend 17 coureurs.
| Cycliste                   | Date de naissance  | Nationalité | Équipe 2018                     |  |
| -------------------------- | ------------------ | ----------- | ------------------------------- |  |
| Liam Bertazzo              | 17 février 1992    | Italie      | Wilier Triestina-Selle Italia   |  |
| Simone Bevilacqua          | 22 février 1997    | Italie      | Wilier Triestina-Selle Italia   |  |
| Francesco Manuel Bongiorno | 1er septembre 1990 | Italie      |                                 |  |
| Giuseppe Fonzi             | 2 août 1991        | Italie      | Wilier Triestina-Selle Italia   |  |
| Lorenzo Fortunato          | 9 mai 1996         | Italie      | Petroli Firenze-Maserati-Hopplà |  |
| Davide Gabburo             | 1er avril 1993     | Italie      | Amore & Vita-Prodir             |  |
| Roberto González           | 21 mai 1994        | Panama      | Rali Claro                      |  |
| Moreno Marchetti           | 27 avril 1998      | Italie      | Petroli Firenze-Maserati-Hopplà |  |
| Umberto Marengo            | 21 juillet 1992    | Italie      | Viris L&L Sisal Matchpoint      |  |
| Luca Pacioni               | 13 août 1993       | Italie      | Wilier Triestina-Selle Italia   |  |
| Dayer Quintana             | 10 août 1992       | Colombie    | Movistar                        |  |
| Luca Raggio                | 26 mars 1995       | Italie      | Wilier Triestina-Selle Italia   |  |
| Massimo Rosa               | 9 décembre 1995    | Italie      | Wilier Triestina-Selle Italia   |  |
| Sebastian Schönberger      | 14 mai 1994        | Autriche    | Wilier Triestina-Selle Italia   |  |
| Etienne van Empel          | 14 avril 1994      | Pays-Bas    | Roompot-Nederlandse Loterij     |  |
| Simone Velasco             | 2 décembre 1995    | Italie      | Wilier Triestina-Selle Italia   |  |
| Giovanni Visconti          | 13 janvier 1983    | Italie      | Bahrain-Merida                  |  |
| Edoardo Zardini            | 2 novembre 1989    | Italie      | Wilier Triestina-Selle Italia   |  |

## Bilan de la saison

### Victoires
| Date       | Course                                                 | Pays       | Classe | Vainqueur         |
| ---------- | ------------------------------------------------------ | ---------- | ------ | ----------------- |
| 17/02/2019 | Trofeo Laigueglia                                      | Italie     | 1.HC   | Simone Velasco    |
| 29/03/2019 | 3e étape de la Semaine internationale Coppi et Bartali | Italie     | 2.1    | Simone Velasco    |
| 12/04/2019 | 7e étape du Tour de Langkawi                           | Malaisie   | 2.HC   | Simone Bevilacqua |
| 22/05/2019 | 3e étape du Tour d'Albanie                             | Albanie    | 2.2    | Moreno Marchetti  |
| 22/06/2019 | 4e étape du Tour de Slovénie                           | Slovénie   | 2.HC   | Giovanni Visconti |
| 9/07/2019  | 3e étape du Tour d'Autriche                            | Autriche   | 2.1    | Giovanni Visconti |
| 13/08/2019 | 1re étape du Tour de l'Utah                            | États-Unis | 2.HC   | Umberto Marengo   |

### Résultats sur les courses majeures
Les tableaux suivants représentent les résultats de l'équipe dans les principales courses du calendrier international dans lesquelles l'équipe bénéficie d'une invitation (les cinq classiques majeures et les trois grands tours). Pour chaque épreuve est indiqué le meilleur coureur de l'équipe, son classement ainsi que les accessits glanés par Neri Sottoli-Selle Italia-KTM sur les courses de trois semaines.

#### Classiques
| Classique            | Milan-San Remo | Tour des Flandres | Paris-Roubaix | Liège-Bastogne-Liège | Tour de Lombardie |
| -------------------- | -------------- | ----------------- | ------------- | -------------------- | ----------------- |
| Coureur (classement) |                |                   |               |                      |                   |

#### Grands tours
| Grand tour           | Tour d'Italie | Tour de France | Tour d'Espagne |
| -------------------- | ------------- | -------------- | -------------- |
| Coureur (classement) |               |                |                |
| Accessits            | -             | -              | -              |